# Neves Paulista
Neves Paulista es un municipio brasileño del estado de São Paulo. Se localiza a una latitud 20º50'46" sur y a una longitud 49º37'47" oeste, estando a una altitud de 549 metros. La ciudad tiene una población de 8.772 habitantes (IBGE/2010). Neves Paulista pertenece a la Microrregión de Nhandeara.

## Geografía
Posee un área de 232,143 km².

### Demografía
Datos del Censo - 2010
Población total: 8.772
- Urbana: 7.916
- Rural: 856
- Hombres: 4.363[5]
- Mujeres: 4.409

Densidad demográfica (hab./km²): 40,18
Datos del Censo - 2000
Mortalidad infantil hasta 1 año (por mil): 12,19
Expectativa de vida (años): 73,31
Tasa de fertilidad (hijos por mujer): 1,92
Tasa de alfabetización: 88,93%
Índice de Desarrollo Humano (IDH-M): 0,804
- IDH-M Salario: 0,732
- IDH-M Longevidad: 0,805
- IDH-M Educación: 0,875

(Fuente: IPEADATA)

### Hidrografía
- Río São José dos Dourados
- Arroyo del Jacaré
- Arroyo Buenas Vistas de los Castilhos

### Carreteras
- SP-310

## Administración
- Prefecto: Ilso Parochi (2009/2012)
- Viceprefecto: Jussara Romera Gualda
- Presidente de la cámara: (2009/2010)